# Rode neusbeer
De rode neusbeer of honingbeer (Nasua nasua) is een neusbeer uit Zuid-Amerika.

## Kenmerken
De rode neusbeer lijkt op een wasbeer met een lange, spitse snuit. De vacht is rood-, grijs- of geelbruin. De staart is geringd. De lichaamslengte is 41-70 cm, de staartlengte 42-70 cm en het gewicht 2,5 tot 7 kg.

## Leefwijze
Ze trekken in groepen van tien tot twintig individuen door het oerwoud. Contact met elkaar onderhouden ze met een speciale roep. Ze gaan al krabbelend en snuffelend op zoek naar vruchten en wortels, maar ook insecten en andere diertjes. Bij gevaar - hun natuurlijke vijanden zijn grote katachtigen en wurgslangen - vluchten ze meestal in de bomen. Ongetwijfeld doet de slurfachtige neus uitstekend dienst als reukorgaan. Hun fikse gebit gebruiken ze om dierlijke prooien te doden, zich te verdedigen en in gevechten om de macht met soortgenoten. Rode neusberen eten paddenstoelen, vruchten en insecten.

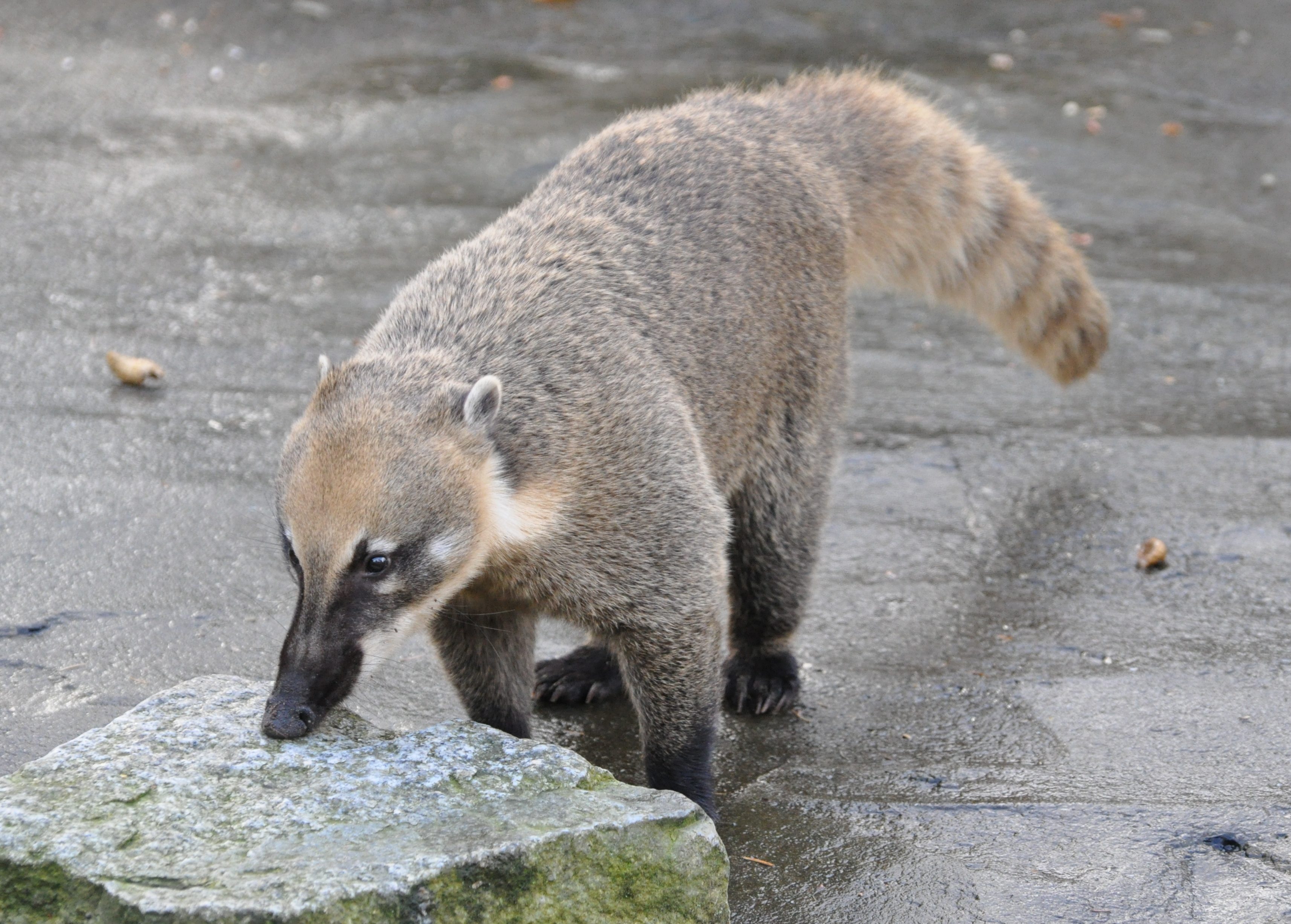
Rode neusbeer, opname: Wildpark Lüneburger Heide

## Voortplanting
Na een draagtijd van tien tot elf weken worden in een boomnest twee tot zeven jongen geboren. Volwassen mannetjes eten meer dierlijk voedsel, soms zelfs de jongen van de eigen soort.

## Verspreiding
De soort komt voor in uiteenlopende habitats van Zuid-Amerika.
In Suriname is het een beschermde diersoort. De jacht erop is verboden.

### Invasieve exoot
Gezien de mogelijke impact van de soort op broedvogels, amfibieën en ongewervelden, staat de soort sinds 2016 op de lijst van invasieve exoten die zorgwekkend zijn voor de Europese Unie, de Unielijst. Dit betekent dat deze soort niet langer in de Europese Unie mag worden ingevoerd, gehouden, vervoerd, gecommercialiseerd, gekweekt, gebruikt, uitgewisseld of vrijgelaten in de natuur. Bovendien geldt voor lidstaten de plicht om te proberen de in de natuur aanwezige exemplaren op te sporen, te verwijderen, of als dat niet lukt, zodanig te beheren dat verspreiding en schade zoveel mogelijk wordt voorkomen.